# Jean Charles Louis Le Carlier de Colligis
Jean Charles Louis Le Carlier de Colligis est un homme politique français né le 18 février 1767 à Laon (Aisne) et mort le 12 octobre 1836 à Laon.

## Biographie
Propriétaire, il est député de l'Aisne de 1823 à 1827, siégeant dans la majorité soutenant les ministères de la Restauration.

## Sources
« Jean Charles Louis Le Carlier de Colligis », dans Adolphe Robert et Gaston Cougny, Dictionnaire des parlementaires français, Edgar Bourloton, 1889-1891 [détail de l’édition]